# Combretum struempellianum
Combretum struempellianum là một loài thực vật có hoa trong họ Trâm bầu. Loài này được Gilg & Ledermann ex Engl. mô tả khoa học đầu tiên năm 1921.